# Municipio de Lake Lillian
El municipio de Lake Lillian (en inglés: Lake Lillian Township) es un municipio ubicado en el condado de Kandiyohi en el estado estadounidense de Minnesota. En el año 2010 tenía una población de 190 habitantes y una densidad poblacional de 2,03 personas por km².

## Geografía
El municipio de Lake Lillian se encuentra ubicado en las coordenadas 44°56′11″N 94°56′40″O / 44.93639, -94.94444. Según la Oficina del Censo de los Estados Unidos, el municipio tiene una superficie total de 93.75 km², de la cual 92,27 km² corresponden a tierra firme y (1,58 %) 1,48 km² es agua.

## Demografía
Según el censo de 2010, había 190 personas residiendo en el municipio de Lake Lillian. La densidad de población era de 2,03 hab./km². De los 190 habitantes, el municipio de Lake Lillian estaba compuesto por el 99,47 % blancos y el 0,53 % eran de una mezcla de razas. Del total de la población el 2,63 % eran hispanos o latinos de cualquier raza.